# Wright Model A
O Wright Model A foi a primeira aeronave produzida em série pelos Irmãos Wright a partir de 1907. Ele era uma evolução do Flyer III de 1905.
Foram construídas duas unidades desse modelo específicamente para demonstrações militares, designadas como: Military Flyer, uma em 1908 e outra em 1909.

## Histórico

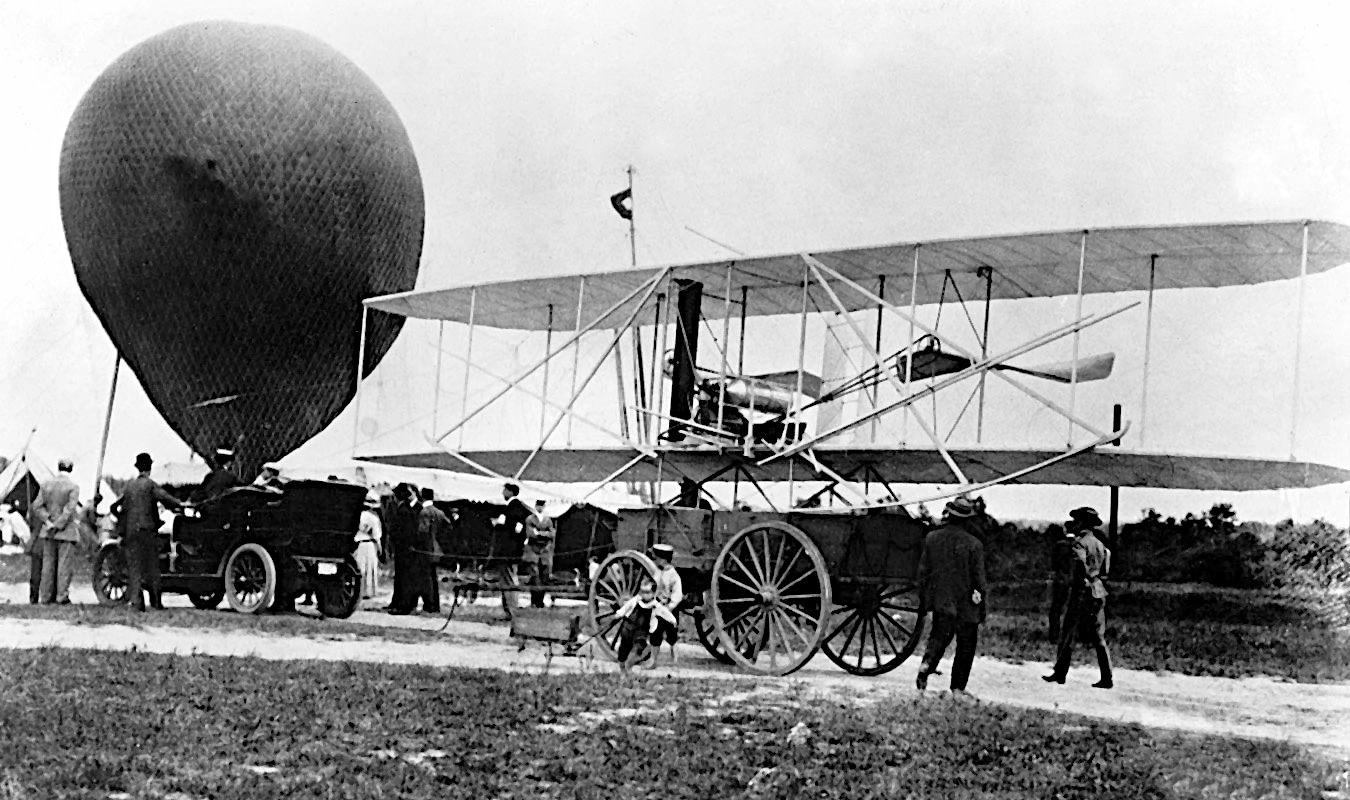
O Wright Military Flyer chega à Fort Myer em uma carroça
atraindo a atenção do público.

Os Wright construíram sete exemplares do Model A na sua oficina de bicicletas em 1907. Um desses foi enviado à Le Havre para que ele fosse demonstrado aos franceses. O Model A era equipado com um motor de 35 hp e acomodações para piloto e passageiro e uma nova disposição dos controles. Nos demais aspectos, ele era idêntico ao Flyer III. O Model A foi a primeira aeronave que eles comercializaram, e o primeiro a ser produzido em série no Mundo. Além das sete unidades que os Wright produziram, eles venderam licenças de produção na Europa, sendo o maior número produzido na Alemanha pela Flugmaschine Wright GmbH, que construiu cerca de 60 exemplares.

### OMilitary Flyer

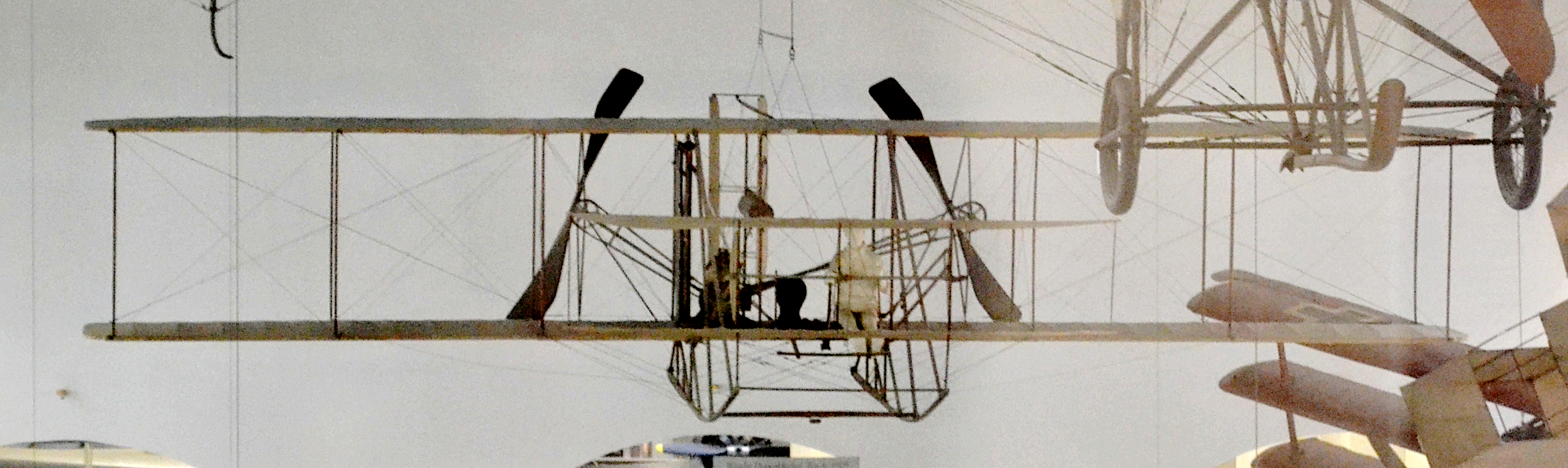
Réplica do Model A no "Deutsches Museum" em Munique.

O Military Flyer de 1909 foi uma variante única do Model A construída pelos Wright. Com as asas encurtadas em 60 cm e o mesmo motor usado no Wright Military Flyer de 1908, destruído em Fort Myer, ele diferia do Model A padrão em tamanho e era mais veloz. Essa variante foi demonstrada em Fort Myer (Virginia) a partir de 28 de Junho de 1909 para a "Aeronautical Division, Signal Corps", que ofereceu um contrato de $ 25.000 ($ 656.204 em dólares de 2008) por uma aeronave capaz de voar a 64 km/h com duas pessoas a bordo percorrendo mais de 200 km. Depois de testes rigorosos a Signal Corps aceitou a aeronave com a designação "Signal Corps (S.C.) No. 1", em 2 de Agosto de 1909, pagando aos Wright $ 30.000 ($ 787.444 em dólares de 2012).

## Especificação
- Características gerais:
  - Tripulação: dois
  - Comprimento: 9,32 m
  - Envergadura: 11,09 m
  - Altura: 2,43 m
  - Peso vazio: 336 kg
  - Peso na decolagem: 573 kg

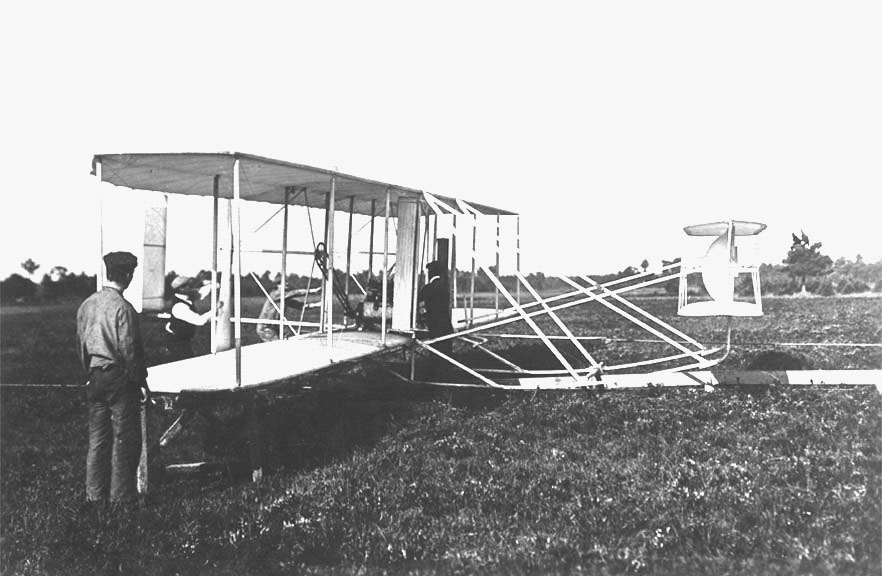
Um Wright Model A em Le Mans, França.

  - Motor: 1 x Wright de 4 cilindros em linha refrigerado à água, 35 hp
- Performance:
  - Velocidade máxima: 67,6 km/h